# Сулуага, Фабиола
| Рейтинг в конце года           | Рейтинг в конце года | Рейтинг в конце года | Рейтинг в конце года | Рейтинг в конце года |
| ------------------------------ | -------------------- | -------------------- | -------------------- | -------------------- |
| 1994                           |                      |                      | 398                  |                      |
| 1995                           |                      |                      | 292                  |                      |
| 1996                           |                      |                      | 138                  |                      |
| 1997                           |                      |                      | 208                  |                      |
| 1998                           |                      |                      | 95                   |                      |
| 1999                           |                      |                      | 48                   |                      |
| 2000                           |                      |                      | 42                   |                      |
| 2001                           |                      |                      | 277                  |                      |
| 2002                           |                      |                      | 74                   |                      |
| 2003                           |                      |                      | 38                   |                      |
| 2004                           |                      |                      | 24                   |                      |
| источник: Рейтинг на сайте WTA |                      |                      |                      |                      |

Фабиола Сулуага (исп. Fabiola Zuluaga; род. 7 января 1979 года в Кукуте, Колумбия) — колумбийская профессиональная теннисистка. Победительница пяти турниров Женской теннисной ассоциации (WTA), в том числе четырежды в Боготе, первая в истории Колумбии полуфиналистка турнира Большого шлема в одиночном разряде.

## Биография
Фабиола Сулуага родилась в Кукуте в семье бухгалтеров; в этой области работают не только её родители, но и брат. Девочка начала заниматься теннисом с семи лет, кумиром её детства была аргентинка Габриэла Сабатини. Как и многие представители латиноамериканского тенниса, Фабиола специализировалась на игре на грунтовых кортах и предпочитала играть с задней линии.
Уже в 1993 году Фабиола впервые выступила на взрослом турнире ITF в Боготе, где училась в местной теннисной академии и играла в местном теннисном клубе «Колсанитас». В феврале 1994 года, в 15 лет, она уже дошла до финала этого турнира, а в июле была впервые приглашена в сборную Колумбии на матч Кубка Федерации. Свой первый титул в турнирах ITF она завоевала в феврале 1995 года в Кали, также у себя на родине.
Начав 1998 год на 170-м месте в рейтинге, Сулуага продемонстрировала в течение сезона значительный прогресс, завершив его в числе ста лучших теннисисток мира. Этого результата она добилась, вначале выиграв «25-тысячник» ITF в Орбетелло (Италия), а затем из квалификационного отбора дойдя до второго круга Открытого чемпионата США после победы над Ритой Гранде, входившей в Top-50 мирового рейтинга. На следующий год Сулуага выиграла в Боготе свой первый турнир WTA, победив по ходу теннисисток, посеянных на нём под первым и третьим номерами. В апреле на турнире 2-й категории в Амелия-Айленд она дошла до четвертьфинала после победы над 30-й ракеткой мира Лизой Реймонд и впервые вошла в число 50 лучших теннисисток мира, а в конце года выиграла второй турнир WTA за сезон — Открытый чемпионат Бразилии в Сан-Паулу.
В первой половине 2000 года Фабиола одержала на грунтовых кортах несколько побед над соперницами из мировой элиты, обыграв на Открытом чемпионате Италии 6-ю ракетку мира Натали Тозья и 14-ю ракетку мира Жюли Алар, на Открытом чемпионате Испании, где в итоге дошла до финала, — 19-ю ракетку мира Ай Сугияму, а на Открытом чемпионате Франции — 16-ю ракетку мира Дженнифер Каприати. В дальнейшем пропустив из-за болезни травяной сезон, она представляла Колумбию на олимпийском турнире в Сиднее, где после победы над посеянной под восьмым номером Амели Моресмо дошла до третьего круга. Там её, однако, остановила будущая серебряная медалистка Аранча Санчес-Викарио.
Две операции на правом плече заставили Сулуагу пропустить почти весь сезон 2001 года, и на корт она вернулась только в октябре, сразу же выиграв турнир ITF во Флориде, где в финале победила свою соотечественницу Каталину Кастаньо. В феврале 2002 года, получив «уайлд-кард» на участие в турнире WTA в Боготе, она выиграла его во второй раз за четыре года, победив по ходу трёх посеянных соперниц, в том числе 30-ю ракетку мира, испанку Кристину Торренс. Возвращение в сотню сильнейших состоялось накануне Открытого чемпионата США, после выхода в четвертьфинал турнира в Монреале, а позже, также в Канаде, но уже в Квебеке, Фабиола дошла до единственного за карьеру финала турнира WTA в парном разряде. Этот год был также отмечен выходом со сборной Колумбии в Мировую группу Кубка Федерации. Сулуага сыграла в этом успехе ключевую роль, не проиграв ни одного из своих восьми матчей в одиночном и парном разрядах с соперницами из Венесуэлы, Уругвая, Парагвая, Бразилии и Мексики.
В 2003 и 2004 году Сулуага добавила к двум титулам, завоёванным в Боготе, ещё два, став одной из самых титулованных участниц за историю этого турнира. В январе 2004 года она добилась высшего за карьеру успеха в турнирах Большого шлема, когда первой среди всех колумбийских теннисистов вышла в полуфинал Открытого чемпионата Австралии в одиночном разряде. В четвертьфинале она победила Амели Моресмо — на тот момент уже четвёртую в мире, а в полуфинале уступила первой ракетке мира Жюстин Энен. Этот результат позволил ей подняться на высшую в карьере 16-ю строчку в рейтинге. В эти два года Фабиола оставалась одной из ведущих теннисисток мира, нанеся ещё ряд поражений соперницам из первой десятки рейтинга — помимо Маресмо она обыграла Даниэлу Гантухову в Варшаве в 2003 и Ай Сугияму в Берлине в 2004 году. На Открытом чемпионате Франции 2004 года она проиграла в четвёртом круге посеянной под четвёртым номером Серене Уильямс, а на Олимпиаде в Афинах, победив посеянную седьмой Паолу Суарес, затем уступила 11-й ракетке турнира Франческе Скьявоне. В 2003 году ей также почти удалось в одиночку оставить сборную Колумбии ещё на год в Мировой группе Кубка Федерации: в матче плей-офф с командой Австралии она выиграла обе своих одиночных встречи (с Самантой Стосур и Алисией Молик), но, проиграв с Каталиной Кастаньо решающую парную встречу, она проиграла с ней и весь матч с общим счётом 3:2. Это был её последний матч в Кубке Федерации.
После пика карьеры в 2003 и 2004 годах следующий сезон сложился для Сулуаги, которая в конце 2004 года вышла замуж за журналиста Хулиана Гарсию, а до этого в течение нескольких лет жаловалась, что теннис мешает ей в личной жизни, менее удачно. Она проиграла в полуфинале в Боготе, одержав до этого в этом турнире 17 побед подряд, и выбыла из борьбы уже во втором круге во всех трёх турнирах Большого шлема, в которых приняла участие. В итоге к Открытому чемпионату США она выбыла из Top-50 рейтинга, а после этого турнира, в 26 лет, объявила о завершении карьеры. Она также заявила о намерении открыть теннисную академию. Позже она начала выпуск журнала TENIS OPEN, но после рождения в 2007 году сына Якобо полностью посвятила себя семье. В 2009 году у Фабиолы и Хулиана родилась дочь Мануэла. Впоследствии Фабиола совмещала уход за детьми с работой комментатором.

## Участие в финалах турниров WTA за карьеру (7)
| Легенда           |
| ----------------- |
| Большой шлем      |
| Чемпионат WTA     |
| I категория (0)   |
| II категория (0)  |
| III категория (5) |
| IV категория (2)  |
| V категория (0)   |

### Одиночный разряд (5-1)
| Результат | №  | Дата        | Турнир                                 | Покрытие | Соперница в финале      | Счёт в финале |
| --------- | -- | ----------- | -------------------------------------- | -------- | ----------------------- | ------------- |
| Победа    | 1. | 15 фев 1999 | Богота, Колумбия                       | Грунт    | Кристина Пападаки       | 6-1, 6-3      |
| Победа    | 2. | 4 окт 1999  | Открытый чемпионат Бразилии, Сан-Паулу | Грунт    | Патриция Вартуш         | 7-5, 4-6, 7-5 |
| Поражение | 3. | 22 мая 2000 | Открытый чемпионат Испании, Мадрид     | Грунт    | Гала Леон Гарсия        | 6-4, 2-6, 2-6 |
| Победа    | 4. | 18 фев 2002 | Богота (2)                             | Грунт    | Катарина Среботник      | 6-1, 6-4      |
| Победа    | 5. | 17 фев 2003 | Богота (3)                             | Грунт    | Анабель Медина Гарригес | 6-3, 6-2      |
| Победа    | 6. | 23 фев 2004 | Богота (4)                             | Грунт    | Мария Санчес Лоренсо    | 3-6, 6-4, 6-2 |

### Парный разряд (0-1)
| Результат | Дата        | Турнир         | Покрытие | Партнёр              | Соперницы в финале         | Счёт в финале |
| --------- | ----------- | -------------- | -------- | -------------------- | -------------------------- | ------------- |
| Поражение | 16 сен 2002 | Квебек, Канада | Грунт    | Мария-Эмилия Салерни | Саманта Ривз Джессика Стек | 6-4, 3-6, 5-7 |